# FC Metz
Football Club de Metz, krajše FC Metz ali preprosto Metz je francoski nogometni klub iz mesta Metz. Ustanovljen je bil leta 1932 in trenutno igra v drugi francoski nogometni ligi. Igra na stadionu Saint-Symphorien.